# 索伦牧场
索伦牧场是中国内蒙古自治区兴安盟科尔沁右翼前旗下辖的一个类似乡级单位。

## 行政区划
索伦牧场共辖以下地区：良种场生产队、工副业生产队、第一生产队、第二生产队、第三生产队、第四生产队、第五生产队、第六生产队和第七生产队。